# 東公平
東 公平（ひがし こうへい、1933年 - ）は、日本の将棋観戦記者でチェスプレーヤー。

## 来歴・人物
兵庫県神戸市に生まれる。木見金治郎九段に将棋を師事する。将棋棋士を志し灘高等学校を中退し、上京して梶一郎九段門下で奨励会に入るが、初段で退会。その後、日本将棋連盟職員となり、さらにその後朝日新聞社と観戦記者契約を結んだ。「紅」のペンネームで多くの観戦記を執筆。
チェスプレーヤーでもあり、旧日本チェス連盟（日本チェス協会とは無関係）が活動していた時代に日本チェス連盟チャンピオンとなる。その後日本チェス協会設立に当たり発起人となる。1969年にシンガポールオープンの日本チェス協会代表、1970年に西ドイツのジーゲンで開催された第19回チェス・オリンピアードの日本チェス協会代表となる。郵便チェスオリンピックにも参加し、ニューヨークのワールドオープンにも参加した。
1987年、河口俊彦らと「将棋ペンクラブ」を創設。同クラブ副会長をつとめる。1996年『升田幸三物語』で、将棋ペンクラブ大賞・著作部門大賞を受賞。
1999年、港区白金の村岡清一のマンションを会場として、チェスによる交際を深めることを目的に『白金チェスクラブ』を結成した。「タイ・ラミーの会」のメンバーを中心に、ジャック・ピノー、竹本尚子、小笠誠一をゲストとして招いた。
2004年4月に指導棋士四段の資格を取得し、江東区へ転居してから現在は深川棋遊会の会長として普及活動にあたっている。
2008年3月で、名人戦および達人戦の観戦記者活動を終了した。
2009年4月10日、第67期名人戦七番勝負第1局の2日目、観戦記者として記録係と並んで座っていたところ、対局中の名人羽生善治に白い扇子とペンを差し出しサインを求めた。羽生は44手目を考慮中であったが、依頼に応じ扇子にサインした。一連のやりとりはNHK BS2で生放送された。後に、主催者から厳重注意を受けた。

## 著書

### 単著
- 名人戦名局集 : 思い出の観戦記 3 弘文社 1974
- ヒガシコウヘイのチェス入門 定跡編 河出書房新社、1975
- 名棋士名局集 : 将棋あれこれ 弘文社、1975
- チェス・マスター・ブックス 4 チェス次の一手 河出書房新社、1976
- 阪田三吉血戦譜1〜3 大泉書店、1978〜1979
- 升田幸三熱戦集 : A級順位戦観戦記より 上下 大泉書店、1979
- 熱闘!100番勝負 将棋・珍プレー好プレー 朝日ソノラマ、1996.5
- 升田幸三物語 日本将棋連盟、1996.10  のち角川文庫
- 近代将棋のあけぼの 河出書房新社、1998.2
- 升田式石田流の時代 最強将棋塾DX (東公平コレクション) 河出書房新社、2000.9
- 名人は幻を見た 最強将棋塾DX (東公平コレクション2) 河出書房新社、2000.10
- ヒガシコウヘイのチェス入門 定跡編 河出書房新社 2010
- チェス・マスター・ブックス 4 チェス次の一手 東公平 著 新装版 河出書房新社 2010
- ヒガシ・コウヘイのチェス入門 : 定跡から手筋・実戦まで世界でいちばんわかりやすい入門書! 定跡編 東公平 著 河出書房新社 2021
- チェス次の一手111題 東公平 著 河出書房新社 2021 (KAWADE CHESS LESSONS)

### 共著
- 朝日アマ将棋名人戦 第1回 木本書店、1980.1
- 朝日アマ将棋名人戦 第2回 木本書店、1980.3
- 朝日アマ・プロ角落戦 第1回 木本書店、1980.6
- 朝日アマ将棋名人戦 第3回 木本書店、1981.3
- 朝日アマ将棋名人戦 第4回 木本書店、1982.4
- 朝日アマ・プロ角落戦 第2回 木本書店、1982.10
- 朝日アマ・プロ角落戦 第3回 木本書店、1982.10

### 翻訳書
- ボビーフィッシャーのチェス入門 ボビー・フィッシャー 河出書房新社、1974
- ボビー・フィッシャーの究極のチェス ブルース・パンドルフィーニ 河出書房新社、1995.10
- ボビー・フィッシャーのチェス入門 ボビー・フィッシャー 著,東公平 訳 河出書房新社 2010

## 家族・親族
童話作家の東君平は弟。絵本作家の東菜奈は姪（君平の娘）。ジャーナリストの東晋平は甥（君平からみても甥）。
なお東公平自身は金子金五郎九段の娘と結婚し2女をもうけたが、後に離婚している。その後、池田京子と結婚。